# Fairmont (Minnesota)
Fairmont is een plaats (city) in de Amerikaanse staat Minnesota, en valt bestuurlijk gezien onder Martin County.

## Demografie
Bij de volkstelling in 2000 werd het aantal inwoners vastgesteld op 10.889.
In 2006 is het aantal inwoners door het United States Census Bureau geschat op 10.403, een daling van 486 (-4.5%).

## Geografie
Volgens het United States Census Bureau beslaat de plaats een oppervlakte van
42,8 km², waarvan 37,7 km² land en 5,1 km² water. Fairmont ligt op ongeveer 361 m boven zeeniveau.

## Plaatsen in de nabije omgeving
De onderstaande figuur toont nabijgelegen plaatsen in een straal van 20 km rond Fairmont.

## Geboren
- Dale Gardner (1948-2014), astronaut